# Mormia vaillanti
Mormia vaillanti és una espècie d'insecte dípter pertanyent a la família dels psicòdids que es troba a Europa: Alemanya (com ara, Hessen).